# Hurrah Zara !
Hurrah Zara ! est un roman de Jean Raspail paru en mars 1998 aux éditions Albin Michel.

## Résumé
Hurra Zara ! décrit les aventures de la famille von Pikendorff, aventures au cours desquelles les femmes jouent un rôle prépondérant. C'est en particulier le cas de Zara. La dynastie se déploie en France avec les de Pikendorff, en Grande-Bretagne avec les Pikendoe ainsi qu'aux États-Unis. Chaque membre de la lignée s'attache à rester fidèle à sa devise : «Je suis d'abord mes propres pas».

## Éditions
- Hurrah Zara !, éditions Albin Michel, 1998  (ISBN 2-226-10008-3).

## Récompense
En 1999, le livre a reçu le Grand prix littéraire de la Ville d’Antibes Jacques-Audiberti.